# Skigebiet Schöneben

Deutsches Logo

Das Skigebiet Schöneben (italienisch Belpiano) am Reschenpass ist Mitglied der Ortler Skiarena und Zwei Länder Skiarena. Schöneben liegt zwischen 1460 und 2400 m s.l.m. und wird betrieben von der Schöneben AG. Es ist das Heimatskigebiet des Ski Club Haid.

## Charakteristik
Das Gebiet umfasst Pisten verschiedener Schwierigkeitsgrade. Neben einfachen Pisten findet man im Skigebiet auch anspruchsvolle und schwierige wie die Abfahrt ins Rojental. Diese umgangssprachlich auch als „Kanonenrohr“ bezeichnete Abfahrt ist bei Skifahrern besonders beliebt. Eine mittelschwere Talabfahrt bis an das Ufer des Reschensees weist einen eher naturnahen Verlauf auf. Das Skigebiet erhielt mehrfach die Auszeichnung „Beste Pistenpflege“ mit dem Pistengütesiegel Gold.
Das Skigebiet hat drei Zugangspunkte, von Reschen am See, von Rojen und von St. Valentin auf der Haide.
Zur Saison 2017/2018 wurde das ursprünglich eigenständige Skigebiet Haideralm von der Schöneben AG übernommen. In der Saison 2018/2019 wurde auch die skitechnische Verbindung zwischen den beiden ehemals getrennten Skigebieten in Betrieb genommen.

## Pisten
Das Skigebiet besteht  aus 13 Pisten, darunter fünf blaue, fünf rote und drei schwarze, davon eine unpräpariert.

## Aktuelle Lifte
| Typ   | Name                   | Baujahr | Talstation | Bergstation | Länge      | Geschwindigkeit |
| ----- | ---------------------- | ------- | ---------- | ----------- | ---------- | --------------- |
| 6EUB  | Piz-Schöneben          | 1988    | 1495 meter | 2108 meter  | 2330 meter | 5 Meter/Sekunde |
| 6EUB  | St. Valentin-Haideralm | 1995    | 1464 meter | 2156 meter  | 2212 meter | 5 Meter/Sekunde |
| 10EUB | St. Valentin-Schöneben | 2018    | 1481 meter | 1902 meter  | 4279 meter | 6 Meter/Sekunde |
| 10EUB | Höllental              | 2018    | 1902 meter | 2315 meter  | 1360 meter | 6 Meter/Sekunde |
| 6CLD  | Jochbahn               | 2009    | 2064 meter | 2336 meter  | 1325 meter | 5 Meter/Sekunde |
| 6CLD  | Fraitenbahn            | 2004    |            |             | 1020 meter | 5 Meter/Sekunde |
| 4CLD  | Rojen                  | 2001    |            |             | 1378 meter | 5 Meter/Sekunde |
| 3CLF  | Zwölferkopf            | 1995    |            |             | 1159 meter | 2 Meter/Sekunde |
| 1SL   | Valatschlift           | 1968    | 2141 meter | 2180 meter  | 185 meter  | 2 Meter/Sekunde |
| 1SL   | Pofellift II           |         | 1507 meter | 1574 meter  | 570 meter  | 2 Meter/Sekunde |

## Stillgelegte Lifte
|                      | Baujahr | Stilllegung | Talstation | Bergstation | Länge     | Geschwindigkeit    |
| -------------------- | ------- | ----------- | ---------- | ----------- | --------- | ------------------ |
| erster Schönebenlift | 1959    | 1960        |            |             |           |                    |
| alter Schönebenlift  | 1960    | 1965        |            |             |           |                    |
| Gamplift             |         |             |            |             |           |                    |
| Hauslift             | 1965    | 1975        |            |             |           |                    |
| alter Außerlift      | 1970    | 1981        |            |             |           |                    |
| Doppellift           | 1975    | 2004        |            |             |           |                    |
| Außerlift            | 1981    | 2009        |            |             |           |                    |
| alter Rojenlift      | 1973    | 2001        |            |             |           |                    |
| Haideralm            | 1990    | 2018        | 2153 meter | 2451 meter  | 298 meter | 2,10 Meter/Sekunde |
| Seebodenlift         |         | 2017        | 2411 meter | 2649 meter  | 643 meter | 2,30 Meter/Sekunde |
| Panoramalift         | 1972    | 2018        | 2050 meter | 2241 meter  | 574 meter | 2,30 Meter/Sekunde |
| Hasenlift            | 1954    |             |            |             |           |                    |

## Hütten

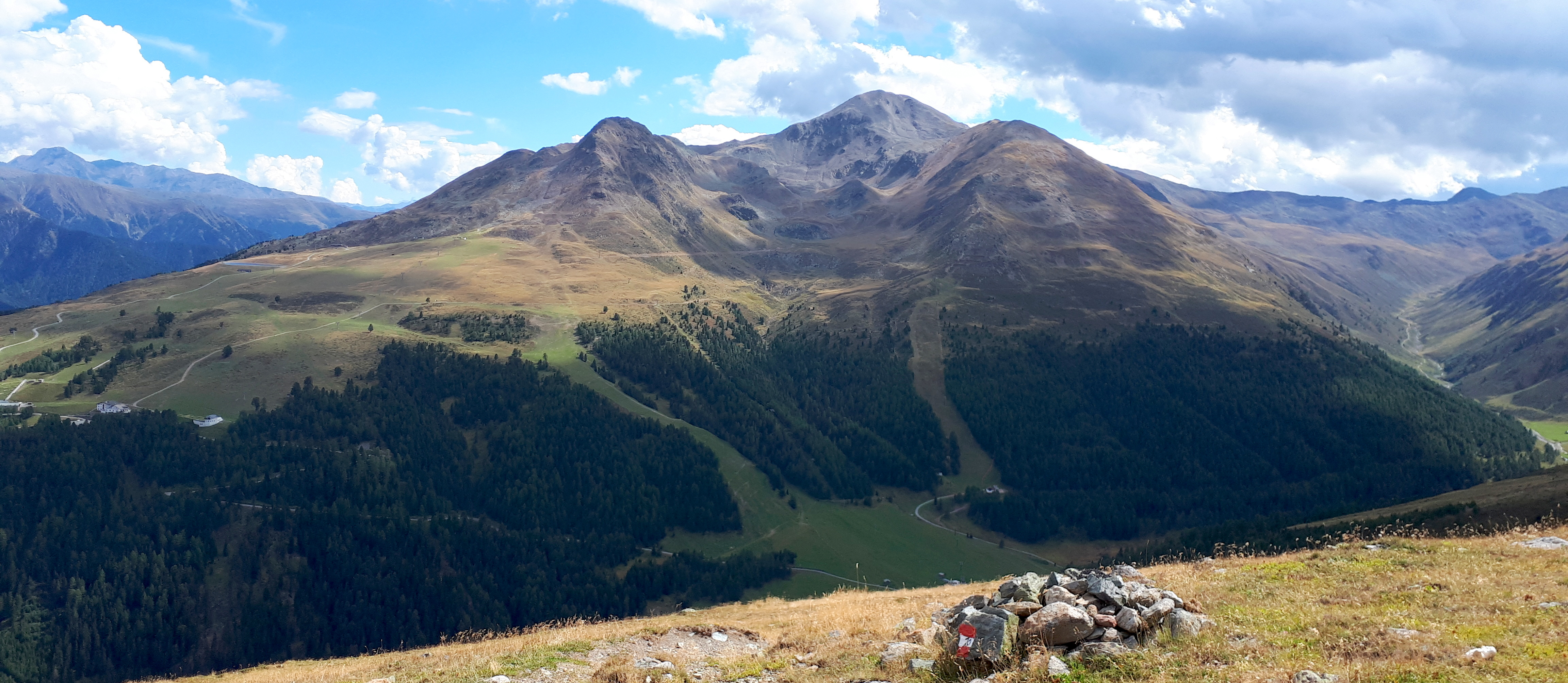
Zehner-, Elfer- und Zwölferkopf

Auf dem Plateau befindet sich das ganzjährig geöffnete Skihaus Schöneben mit einem Self Service Restaurant sowie die Rojenhütte mit Iglu-Bar an der Talstation. Das obere Skihaus ist im Sommer Ausgangspunkt zahlreicher Hochgebirgswanderungen, unter anderem zur Rojener Sonnenuhr bestehend aus Zehner-, Elfer- und Zwölferkopf oder als Verbindungstour über dem Höhenweg zur Haideralm, sowie Startpunkt mehrerer anspruchsvoller Singletrails für Mountainbikefahrer. Auch an der Bergstation auf der Haideralm gibt es eine Berghütte.